# Joint Aviation Requirements
Las Joint Aviation Requirements (JAR) son los requisitos comunes de aviación general y detallada con miras a reducir al mínimo los problemas de tipo de certificación de empresas mixtas y también para facilitar la exportación e importación de productos aeronáuticos, acordados por las autoridades de aviación civil de algunos países europeos, Joint Aviation Authorities.
Las JAR son reconocidas por las autoridades de aviación civil de los países participantes como una base aceptable para verificar el cumplimiento de sus códigos nacionales de aeronavegabilidad.
La normativa equivalente en los Estados Unidos son las Federal Aviation Regulations (FAR).